# Plumion
Le Plumion est une rivière française du département des Ardennes de la région Grand-Est, en ancienne région Champagne-Ardenne et un affluent droit de la Vaux, c'est-à-dire un sous-affluent de la Seine par l'Aisne et l'Oise.

## Géographie
De 24,1 kilomètres de longueur, le Plumion prend sa source dans la forêt domaniale de Signy-l'Abbaye, sur la commune de Signy-l'Abbaye à 240 mètres d'altitude.
le Plumion coule globalement du nord-est vers le sud-ouest.
le Plumion conflue sur la commune de Inaumont, à 72 mètres d'altitude.
Les cours d'eau voisins sont, dans le sens des aiguilles d'une montre, le Thin au nord-est, la Vence et la Foivre à l'est, l'Aisne au sud-est et au sud et aux sud-ouest, la Vaux à l'ouest, au nord-ouest et au nord.

### Communes et cantons traversés
Dans le seul département des Ardennes (08), le Plumion traverse les neuf communes suivantes, dans le sens amont vers aval, de Signy-l'Abbaye (source), Grandchamp, Wagnon, Mesmont, Novion-Porcien, Sorbon, Sery, Arnicourt, Inaumont (confluence).
Soit en termes de cantons, le Plumion traverse trois cantons, prend source dans le canton de Signy-l'Abbaye, traverse le canton de Rethel, conflue dans le canton de Château-Porcien, le tout dans les arrondissements de Charleville-Mézières et de Rethel.

### Bassin versant
Le Plumion traverse une seule zone hydrographique le Plumion de sa source au confluent de la Vaux (exclu) (H132) pour une superificie de 150 km2. Le bassin versant est composé à 82,78 % de « territoires agricoles », à 15,02 % de « forêts et milieux semi-naturels », à 2,35 % de « territoires artificialisés ».

### Organisme gestionnaire
L'organisme gestionnaire est l'EPTB Entente Oise-Aisne, reconnue EPTB depuis le 15 avril 2010, sis à Compiègne. La Vaux et le Plumion fait partie du secteur hydrographique de l'Aisne moyenne.

## Affluents
Le Plumion a dix tronçons affluents référencés dont deux bras :
- le ruisseau de Viel Saint-Remy (rg) 8,5 km, sur les deux communes de Viel-Saint-Remy (source) et Wagnon (confluence), avec deux affluents et de rang de Strahler trois :
  - le ruisseau de Jeronval (rd), 2,6 km sur la seule commune de Viel-Saint-Remy.
  - le ruisseau du Moulinet ou ruisseau de Mortier (rd), 3,9 km sur les deux communes de Viel-Saint-Remy (confluence) et Wagnon (source), avec deux affluents :
    - le ruisseau d'Argival (rg), 2,1 km sur les deux communes de Viel-Saint-Remy (source) et Wagnon (confluence).
    - le ruisseau Fonds (rg), 2,1 km sur la seule commune de Viel-Saint-Remy.
- un bras, 0,4 km sur la seule commune de Wagnon.
- le ruisseau de Grimonpré (rg), 6,2 km sur les trois communes de Viel-Saint-Remy, Faissault, Novion-Porcien avec un affluent droit :
  - le ruisseau du Champ Brandon (rd), 2,1 km sur la seule commune de Viel-Saint-Remy.
- le ruisseau du Puits (rg), 1,8 km sur la seule commune de Novion-Porcien.
- la Dyonne our le ruisseau d'Urfosse (rg), 8,3 km sur les cinq communes de Sorbon, Auboncourt-Vauzelles, Novy-Chevrières, Novion-Porcien, Corny-Machéroménil.
- le ruisseau de Mesmont ou ruisseau de GrandChamp (rd), 14,6 km sur les sept communes de Wasigny, Grandchamp, Signy-l'Abbaye, Sorbon, Mesmont, Novion-Porcien, Sery, avec un affluent :
  - le ruisseau du Mont-Saint-Martin (rg), 1,8 km sur les deux communes de Grandchamp et Mesmont.
- le cours deau 01 de la commune de Sery (rd), 4,8 km sur la seule commune de Sery.
- le fossé des Saurons (rg), 3,9 km sur les trois communes de Sorbon (source), Arnicourt (confluence), Sery.
- le Fossé des Fosses (rd), 1,3 km sur les deux communes de Inaumont (confluence) et Arnicourt (source).
- un bras, 1,4 km sur les deux communes de Inaumont et Arnicourt.

Le rang de Strahler est donc de quatre.

## Pêche et AAPPMA
Le Plumion est couvert par l'AAPPMA de Novion-Porcien. C'est un cours d'eau de première catégorie. L AAPPMA DE SERY ' le gardon' GERE LA PARTIE DU PLUMION ENTRE NOVION PORCIEN ET INAUMONT.

## Aménagements et écologie
Sur le cours d'eau du Plumion, on relève les lieux-dits, de l'amont vers l'aval, du Moulin de l'Épine, le Trou Martin, l'ancien moulin de Cheupré, la fontaine de Begnival, le moulin de Sery, les Fosses, le Clos du Moulin.